# 儋季
儋季（？—？），姬姓，儋氏，又作王儋季。周简王的王子，周灵王的弟弟。前545年，灵王驾崩后，儋季去世。鲁襄公三十年（前543年），其子儋括想拥立王子佞夫为王，失败出奔。